# Петя Иванова
 Тази статия е за оперната певица.  За попфолк певицата вижте Преслава.  
Петя Иванова е българска оперна певица, колоратурно сопрано.

## Биография
Завършва Държавната музикална академия в София през 1999 г. Печели трета награда на Международния конкурс за млади оперни певци „Борис Христов“. Започва работа в Националната опера в София, където пее партиите на Розина в „Севилския бръснар“ на Джоакино Росини, Лучия в „Лучия ди Ламермур“ на Гаетано Доницети, Джилда в „Риголето“ и Оскар в „Бал с маски“ на Джузепе Верди.
През 2001 г. е поканена да пее Джилда на летния фестивал в Любляна и Мюзета в „Бохеми“ на Джакомо Пучини в Марибор, Словения. След като през 2002 г. печели първа награда на международния конкурс за оперни певци „Ондина Отта“ в Словения, тя получава постоянен ангажимент в Националния театър в Марибор, където изпълнява ролите на Кралицата на нощта във „Вълшебната флейта“ на Моцарт, Кунигунда в „Кандид“ на Ленърд Бърнстийн, Нанета във „Фалстаф“ на Верди и др.